# 朱莉亞·吉拉德
朱莉亞·艾琳·吉拉德，AC（英語：Julia Eileen Gillard，1961年9月29日—），澳大利亚女性政治人物、前总理。其生于英国威尔士，后随家人移居澳大利亚，为澳大利亚工党成员。
吉拉德於1998年当选为澳洲国会议员。2007年工党赢得大选后，其出任澳大利亚副总理及联邦教育部长、就业与劳资关系部长。2010年6月至2013年6月，担任澳大利亚总理及工党领袖，是该国迄今为止的第一也是唯一的一位女性总理及党派领袖。

## 早年经历
吉拉德生于英国威爾士格拉摩根山谷的小鎮巴里。幼年时，患上小儿支氣管肺炎；医生建议气候温热的环境有利于康复，全家于1966年移民到澳大利亚阿德莱德。父亲曾是一名精神科护士，母亲在当地一家慈善机构的养老院工作；吉拉德有一个比她大三岁的姐姐。
1982年，吉拉德从阿德莱德大学办理休学，移居墨尔本，在“澳大利亚学生联合会”工作；并于1986年在墨尔本大学获得法律和文学双学士学位。大学毕业后，她一直在墨尔本一家律师行工作，主攻劳工法案件；三年后，成为律师行的合伙人，时年29岁。

## 从政之路
早在阿德莱德大学读书期间，吉拉德就加入工党俱乐部，参与竞选政策的辩论活动等。
移居墨尔本后，吉拉德曾在1983年当选为“澳大利亚学生联合会”主席，还曾担任左翼政治团体“社会主义论坛”的秘书长。
1996年，吉拉德成为时任维多利亚州工党领袖布伦比的秘书长；并于1998年首次代表工党参加联邦大选，最终在維多利亞州的工党“传统选区”——羅勒（Lalor）高票当选。

### 步入前座
2001年，联邦工党再次在大选中落败，随后，吉拉德进入联邦反对派的“影子内阁”，成为工党的前座领导层；曾先后负责移民、卫生、以及劳工关系等事务，并因此时常引起媒体的注意。2004年，工党连续第四次在联邦大选中失利；吉拉德曾被外界期待出任工党领袖，但被婉拒。在此后的一些民意调查中，吉拉德都获得相当的支持率，但她始终否认竞逐党首，因此在2005年1月的党领袖选举中，比兹利在无异议的情况下顺利当选。

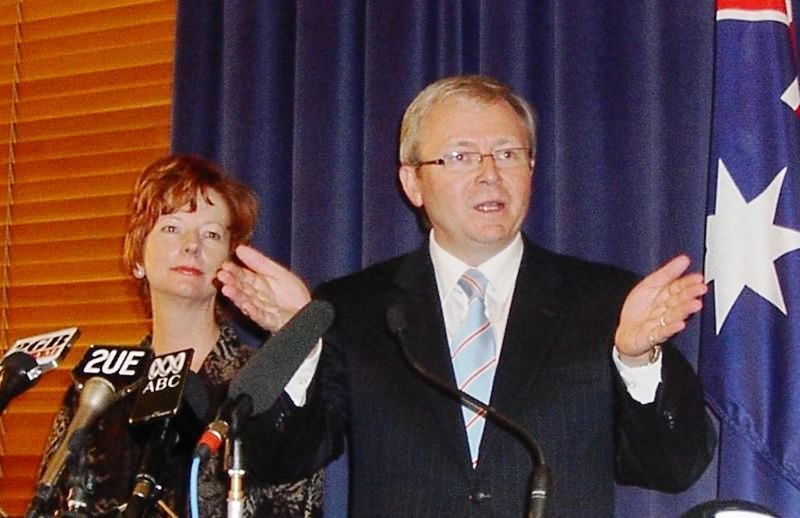
2006年新任工党领袖陆克文和吉拉德在党内选举胜利后首次记者会见

2006年12月，她和时任影子外交部长陆克文搭档，组成了一个跨派系的联盟，并成功竞选到工党的领导权；陆克文击败比兹利出任领袖，吉拉德任副手。随后吉拉德以党副领袖的身份或兼管劳资，教育及社会事务。

## 进入内阁
2007年11月24日，工党在澳大利亚聯邦大選中，终于獲得了勝利；随即在11月29日，朱莉亞·吉拉德以多數執政黨副黨魁身分，就任史上首位女性联邦政府副总理，同时担任教育、就业以及劳工关系部长。

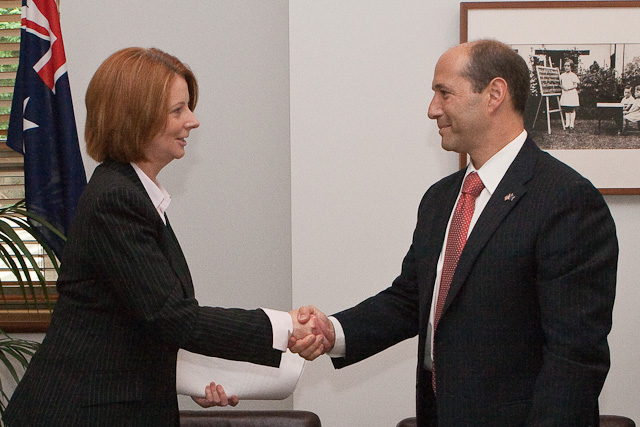
吉拉德與時任美國大使Jeff Bleich，攝於2009年

在任期间，她取消了霍华德政府的《劳动选择法》，重新制定了联邦劳工关系法；并于2009年，积极推行政府的教育改革计划，投入总计160亿澳币，翻新全国教育机构的建筑设施。

## 首位澳洲女總理

### “政变”
吉拉德在内阁中的专注，严谨的态度和极强的能力使她成为了陆克文内阁中的一位成功人物，因而她更曾被当时的上司，总理陆克文赞称：“她是一名极妙的副总理，终有一天也将成为一名极妙的总理。”但他可能没想到，这一天会来得这么快。
隨著陸克文和他領導的工黨支持度於2010年下滑至可能會輸掉大選的水平，工黨議員開始密謀由吉拉德取代陸克文的領導地位。原本吉拉德在該年5月時以打趣方式表示沒有打算挑戰陸克文，但後來的突然態度轉變讓不少人感到意外。最終在6月23日夜，总理陆克文突然透过新闻媒体表示，吉拉德刚刚向他“逼宫”，要求让出工党领袖及总理职位。第二天，工党议会党团（即联邦参、众两院的全体议员）投票，决定这场政治斗争的结果。起初陆克文表示会迎接挑战；当他发现已无法赢得多数支持后，旋即表示退出竞争。因此吉拉德在无挑战的状况下，赢得了工党领袖的职位，并以议会多数党领袖的身份组阁，成为澳大利亚历史上首位女性和未婚的总理。

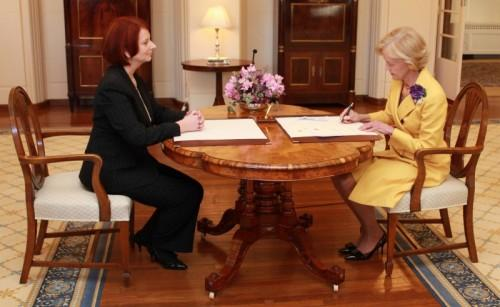
吉拉德（左）向總督（右）宣誓就職總理

在随后的记者招待会上，吉拉德为自己辩解，说陆克文政府执政后期“偏离了轨道”，她意识到“一个好的政府正在失去自己的方位”，“自己不能袖手旁观。”

### 2010年联邦大选
接任总理不到一个月，吉拉德于7月13日宣布提前举行联邦大选。竞选第一周的民调显示，吉拉德将赢得选举；然而随着竞选的深入，有关吉拉德在陆克文政府中所扮演角色的负面消息、以及6月23日夜的“政变”行为的相关讨论，使得吉拉德深陷困境。
最终在8月21日举行的联邦大选结果，吉拉德领导的工党在新南威尔士州和昆士兰州失去大量选票，在众议院仅获72席，比上届选举少了13席；在野保守派自由党－国家党联盟也获得了72席，绿党赢得1席，其餘為独立人士。由于没有一个政党能取得超过半数（76席）的席位，从而产生自1940年以来澳大利亚的首次悬峙国会。
经过半个月的谈判和磋商，吉拉德终于赢得了绿党议员亚当·班特（Adam Bandt）以及3位独立议员的支持（另外一名獨立議員雖支持工黨，但要求由陸克文領導），于9月7日宣布组建自二战以来澳大利亚的首个少数派联合政府。至此，吉拉德成功保住了总理之位。

### 政策
吉拉德上任后面对的第一件工作，就是间接导致陆克文政府下台的资源税问题，最后她以获得部分矿业公司同意的矿产资源租赁税来取代原方案，这一方面平息当时的争议风波，但后来这一方案被认为由于妥协而导致成效不高。
她宣布放弃陆克文当政时提出的“大澳大利亚”计划，认为澳大利亚不适宜大量增加人口，但应继续输入技术移民。
吉拉德儘管在大選後組成弱勢的少數政府，但她被視為是澳洲史上工作效率最高的總理，她任內通過的法案為比例上歷來最高。但其中最具爭議的法案為徴收碳税，在2010年联邦大选中，她曾经向选民承诺由她领导的政府不会有碳税，但是在选后为了取得绿党的支持，吉拉德最终同意征收碳税，并提交议会获得通过，并因此增加对民众的生活补贴来减轻碳税的影响。此举被反对党痛批为违背选举承诺，反对党领袖托尼·阿博特更对此称，一旦上台就将马上取消碳税，减轻民众的负担。
2010年下半年，吉拉德明確表示，澳大利亞適宜於女王伊莉莎白二世的統治終結後，考慮改為共和制國家，儘管她認同伊莉莎白二世受國民歡迎。
她為了取得獨立議員支持，撥款18億澳元至鄉郊地區醫院，另全國新增50%資金到醫療範疇。
同时，她继续应对全球金融危机对澳大利亚带来的影响，吉拉德剛上任便宣布她将保证实现财政盈余，并坚持2012-13财年实现盈余，但最终在2012年底，财政部长韦恩·斯万宣布政府因为收入下降及全球经济状况的原因，放弃政府的盈余目标。

### 党内斗争
尽管2010年吉拉德在发动对陆克文的斗争时曾获得党内高层至基层的普遍支持，但她在大选前夕对一位民选总理进行撤换的行为，引起了部分工黨基层党员、选民，乃至党内一批支持陸克文的议员的质疑。尤其是吉拉德在上任并没有像预期的那样带领工党大获全胜，反而只能在独立人士支持下勉强保住政权組建少數政府，並被反對黨步步進逼，而且连任后因碳税等争议性话题，民调始终处于低迷。因此基层党员和原来支持工党的选民中要求撤换党魁的呼声愈烈，以至很多工党议员开始希望陆克文重新上台，确保工党能在2013年大选时取得胜利。
而吉拉德为了平衡党内意见及安撫黨內支持陸克文的派系，连任后旋即她任命陆克文为外交部长，让其重返前排。但很快陆克文便与许多支持吉拉德的部长发生争执，党内斗争重燃。

#### 成功保位

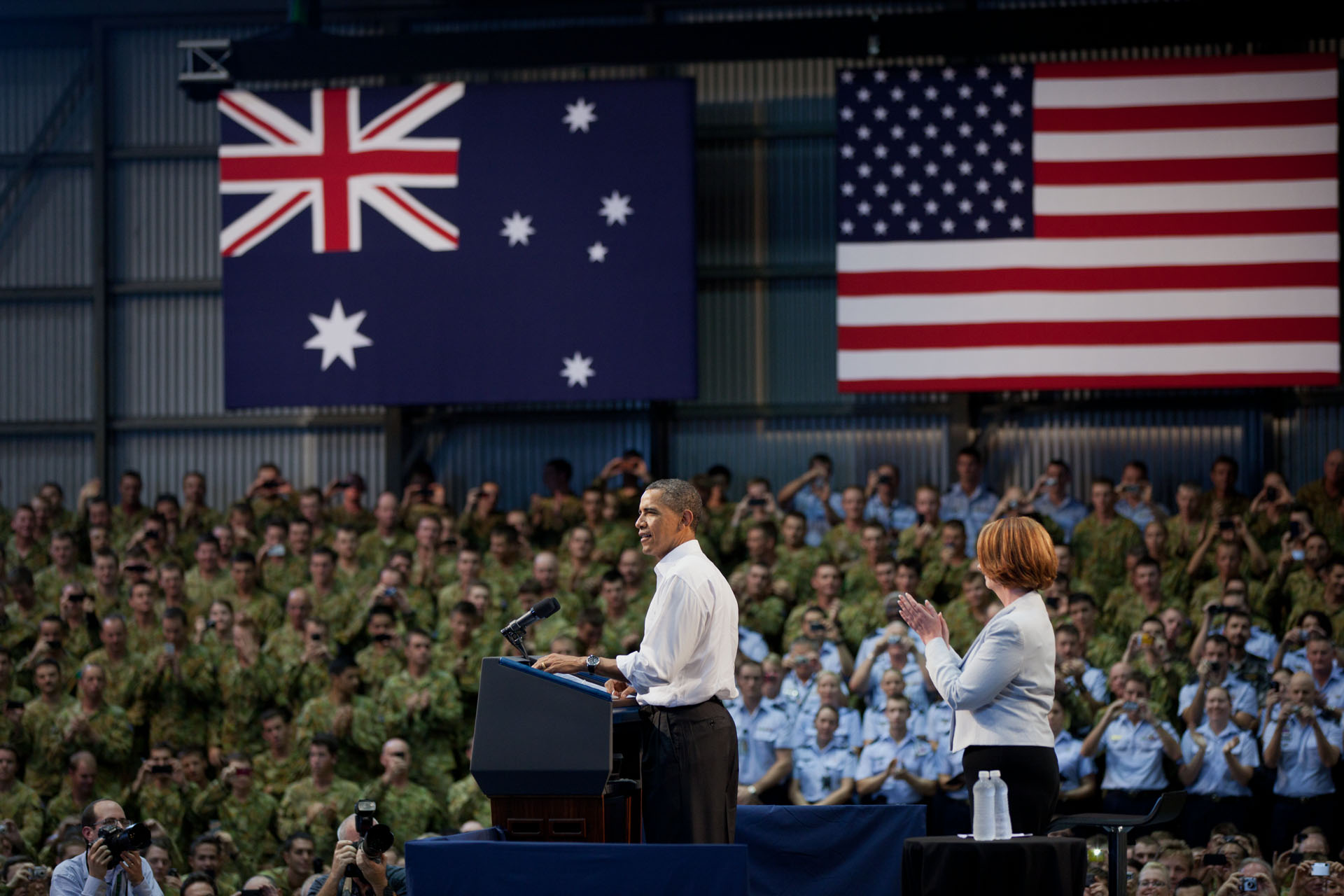
奥巴马与吉拉德在達爾文港軍校

2012年2月22日，正在美国访问的前总理，外交部长陆克文突然宣布辞职，工党内部斗争炙热化。吉拉德在2010年6月24日将陆克文从总理宝座上拉下来，引來不少支持陸克文的民众和党内派系的批評。2月23日，吉拉德宣布于2月27日举行工党内部领导权投票。當日，吉拉德在党魁投票中以71票對31票战胜陆克文，继续担任工党党魁及澳大利亚总理。陆克文宣布除非工党党团有压倒性多数的议员支持他，他不会再接受党魁职务。

#### 2013年黨魁投票
吉拉德勝出后，陆克文回到了国会后排，但黨內權鬥並無結束，特别是2013年1月吉拉德宣布大选日期后，政府危机不断，这进一步地打击了吉拉德政府的威信，连续数年民调都显示多数工党选民支持陆克文出任工党党魁。按照屡次民调结果推算，若不换掉吉拉德，工党将在大选中遭遇惨败。于是在3月21日，原属吉拉德阵营的前党魁、部长西蒙·克林在没有和陆克文沟通过的情况下公开要求进行党内投票，並力挺陆克文回国和提名自己出任副领袖。随后吉拉德决定同意于下午进行党团投票，戏剧性的是，陆克文在会议前夕宣布不接受克林提名，原因是他没有获得党内多数支持。吉拉德遂再度顺利连任工党领袖。在没有党魁候选人的情况下，克林也只得退出，副领袖斯万也顺利保位。
随后吉拉德改组内阁，撤换或逼退一些支持陆克文的部长，但这也使她的威望和支持继续下滑，继续的内部不稳定也影响了整个工党的形象。吉拉德表示坚信她将赢得大选，但接下去数月民调中工党和她个人的支持率都继续下滑，按照民调结果推算的话，工党在吉拉德领导下将会遭受大惨败，若是陆克文领导则有机会与反对党拉平。
2013年6月26日，吉拉德提出召開議會黨團會議並舉行黨魁選舉投票，表示若於選舉中落敗的話會退出政壇。陸克文同意應戰，結果吉拉德失利，以45票對57票之比失去黨魁地位，其後她向總督提出辭呈並建議其任命陸克文為總理，之後她宣布放棄競逐連任議席。

## 總理之後

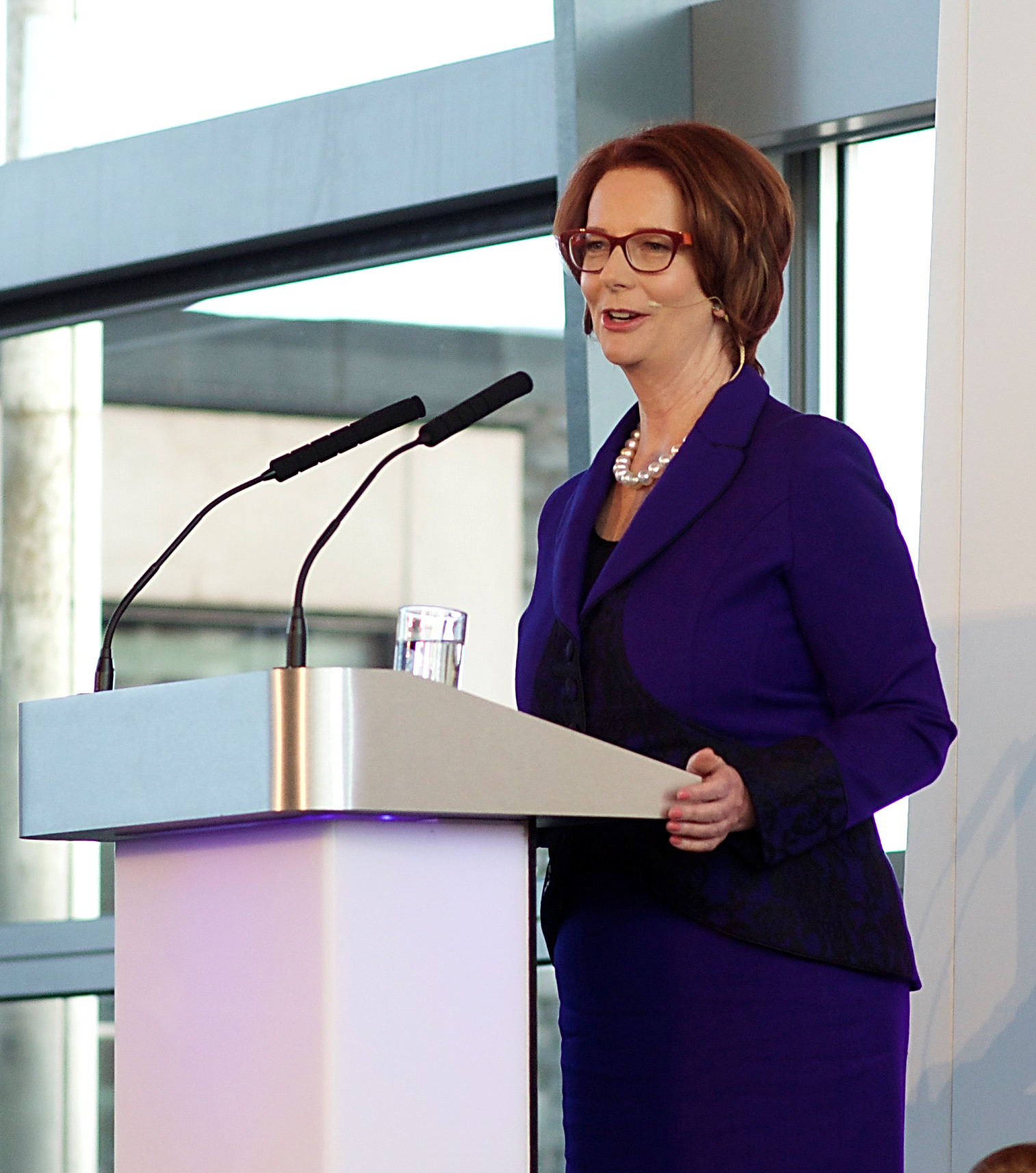
吉拉德於2015年在威爾斯國民議會演講

在眾議院於同年8月解散後，吉拉德正式退出政壇。
在2014年，她發佈了自傳《我的故事》（My Story），去回顧和表達自己對個人生活和政治生涯的看法。
雖然她已退出政壇，但她亦為工黨於2016年聯邦大選助選。她也為2016年美國總統候選人希拉蕊·克林頓助選。
吉拉德先後獲坎培拉大學等數間大學頒授榮譽博士，以表揚她在教育或性別平等的貢獻。
她在2016年為以她命名的圖書館揭幕。圖書館在墨爾本市郊，命名原因是為了紀念她對州議會的貢獻以及前總理的身分。
她於2017年獲授予澳大利亞同伴勳章（AC）。
在2018年，吉拉德獲英國廣播公司選為巾幗一百（BBC 100 Women）之一，以表揚她在女性的教育和政治參與的貢獻。在訪問中，她提到自己就任總理期間，被以侮辱女性字眼形容等方式遭性別歧視的情況「超越自己所想」。
在2019年5月，她與前政敵陸克文並肩出席工黨競選活動，在活動中偶有交談，至少在表面上釋下九年來的前嫌，為工黨塑造團結的形象。

## 个人生活
吉拉德投身政治二十多年，積極主張女性參與國家政治與社會革新。
她至今未婚未育，同居男友提姆·麥澤遜（Tim Mathieson）（1957年～）是一名理发师，男友本身育有一女。

## 荣誉

### 澳大利亚勋章奖章
- 澳大利亚同袍勋章（2017年1月26日[9]）

### 外国勋章奖章
- 旭日大绶章（日本，2021年4月29日公布[10]）